# Spaniocelyphus trigonalis
Spaniocelyphus trigonalis är en tvåvingeart som beskrevs av Meijere 1916. Spaniocelyphus trigonalis ingår i släktet Spaniocelyphus och familjen Celyphidae. Inga underarter finns listade i Catalogue of Life.